# ایتاکورا شیگه‌نوری
ایتاکورا شیگه‌نوری ((به ژاپنی: 板倉重矩 Itakura Shigenori)؛( ۱۶۱۷ – ۱۳ ژوئیه ۱۶۷۳) یک دایمیو اهل ژاپن بود.